# Zambia op de Olympische Zomerspelen 2008
Zambia nam deel aan de Olympische Zomerspelen 2008 in Peking, China. Het debuteerde op de Zomerspelen in 1964 en deed in 2008 voor de 11e keer mee. Zambia won geen medaille tijdens deze editie van de Zomerspelen.

## Deelnemers en resultaten
De deelnemer bij badminton nam deel op uitnodiging van de Olympische tripartitecommissie.
 (m) = mannen, (v) = vrouwen 
| Sport     | Olympiër           | Discipline          | Resultaat | Prestatie                                                       |
| --------- | ------------------ | ------------------- | --------- | --------------------------------------------------------------- |
| Atletiek  | Tonny Wamulwa      | 5000m (m)           | 33e       | 14.06.96 (series)                                               |
| Atletiek  | Racheal Nachula    | 400m (v)            | 22e       | 51.62 (series) 52.67 (halve finale)                             |
| Badminton | Eli Mambwe         | enkelspel (m)       | 2e ronde  | 1e ronde: bye 2e ronde: verloren van Erwin Kehlhofner (FRA) 2-0 |
| Boksen    | Cassius Chiyanika  | vliegewicht         | 1e ronde  | 1e ronde: verloren van Vincenzo Picardi (ITA) 10-3              |
| Boksen    | Hastings Bwalya    | licht-weltergewicht | 1e ronde  | 1e ronde: verloren van Munkh-Erdene Uranchimeg (MGL) 12-8       |
| Boksen    | Precious Makina    | weltergewicht       | 1e ronde  | 1e ronde: verloren van Silamu Hanati (CHN) 21-4                 |
| Zwemmen   | Zane Jordan        | 50m vrij (m)        | 65e       | 24.82 (series)                                                  |
| Zwemmen   | Ellen Lendra Hight | 50m vrij (v)        | 53e       | 27.43 (series)                                                  |

Afghanistan · Albanië · Algerije · Amerikaanse Maagdeneilanden · Amerikaans-Samoa · Andorra · Angola · Antigua en Barbuda · Argentinië · Armenië · Aruba · Australië · Azerbeidzjan · Bahama's · Bahrein · Bangladesh · Barbados · België · Belize · Benin · Bermuda · Bhutan · Bolivia · Bosnië en Herzegovina · Botswana · Brazilië · Britse Maagdeneilanden · Bulgarije · Burkina Faso · Burundi · Cambodja · Canada · Centraal-Afrikaanse Republiek · Chili · China · Chinees Taipei · Colombia · Comoren · Congo-Brazzaville · Congo-Kinshasa · Cookeilanden · Costa Rica · Cuba · Cyprus · Denemarken · Djibouti · Dominica · Dominicaanse Republiek · Duitsland · Ecuador · Egypte · El Salvador · Equatoriaal-Guinea · Eritrea · Estland · Ethiopië · Fiji · Filipijnen · Finland · Frankrijk · Gabon · Gambia · Georgië · Ghana · Grenada · Griekenland · Groot-Brittannië · Guam · Guatemala · Guinee · Guinee‑Bissau · Guyana · Haïti · Honduras · Hongarije · Hongkong · Ierland · IJsland · India · Indonesië · Irak · Iran · Israël · Italië · Ivoorkust · Jamaica · Japan · Jemen · Jordanië · Kaaimaneilanden · Kaapverdië · Kameroen · Kazachstan · Kenia · Kirgizië · Kiribati · Koeweit · Kroatië · Laos · Lesotho · Letland · Libanon · Liberia · Libië · Liechtenstein · Litouwen · Luxemburg · Macedonië · Madagaskar · Malawi · Malediven · Maleisië · Mali · Malta · Marshalleilanden · Marokko · Mauritanië · Mauritius · Mexico · Micronesië · Moldavië · Monaco · Mongolië · Montenegro · Mozambique · Myanmar · Namibië · Nauru · Nederland · Nederlandse Antillen · Nepal · Nicaragua · Nieuw-Zeeland · Niger · Nigeria · Noord-Korea · Noorwegen · Oeganda · Oekraïne · Oezbekistan · Oman · Oostenrijk · Oost‑Timor · Pakistan · Palau · Palestina · Panama · Papoea-Nieuw-Guinea · Paraguay · Peru · Polen · Portugal · Puerto Rico · Qatar · Roemenië · Rusland · Rwanda · Saint Kitts en Nevis · Saint Lucia · Saint Vincent en Grenadines · Salomonseilanden · Samoa · San Marino · Sao Tomé en Principe · Saoedi-Arabië · Senegal · Servië · Seychellen · Sierra Leone · Singapore · Slovenië · Slowakije · Soedan · Somalië · Spanje · Sri Lanka · Suriname · Swaziland · Syrië · Tadzjikistan · Tanzania · Thailand · Togo · Tonga · Trinidad en Tobago · Tsjaad · Tsjechië · Tunesië · Turkije · Turkmenistan · Tuvalu · Uruguay · Vanuatu · Venezuela · Verenigde Arabische Emiraten · Verenigde Staten · Vietnam · Wit-Rusland · Zambia · Zimbabwe · Zuid-Afrika · Zuid-Korea · Zweden · Zwitserland
Uitgesloten van deelname: Brunei